# Col de l'Albe
Le col de l'Albe est un col pédestre de la chaîne pyrénéenne, situé sur la frontière entre Andorre et la France, entre la vallée de l'Ariège en limite des communes d'Aston (ouest) et de Mérens-les-Vals (est) dans le département de l'Ariège, à l'est, et la vallée d'Incles, sur la paroisse de Canillo, au sud-ouest. Son altitude est de 2 539 ou 2 543 mètres.

## Géographie
Le col de l'Albe, encadré par deux grands sommets, le pic de Ruf (2 615 mètres) au nord et le pic d'Escobes (2 779 mètres) au sud, domine l'étang de l'Albe, sur le versant français et les estanys de Juclà sur le versant andorran.
Il donne sur la haute vallée de l'Ariège par le ruisseau de Val d'Arques côté français, et sur le vallon du riu de Juglà côté andorran, en haute vallée d'Incles.

## Accès et randonnées
Depuis L'Hospitalet-près-l'Andorre où se trouve une gare ferroviaire, le GRT 68 dessert le col par le vallon du ruisseau de Val d'Arques puis en longeant successivement l'étang de Pédourrés, l'étang de Couart et l'étang de l'Albe. L'accès est plus aisé par l'Andorre depuis les estanys de Juclà au sud desquels se trouve le refuge gardé de Juclà. D'autres itinéraires sont possibles.